# Сергей Бондарчук
Серге́й Фьодорович Бондарчу́к (на руски: Серге́й Фё́дорович Бондарчу́к; 1920 – 1994) е съветски актьор, кинорежисьор, сценарист и театрален педагог.
Народен артист на СССР (1952), Герой на социалистическия труд (1980), лауреат на Сталинска (1952) и Ленинска премия (1960), Държавна награда на СССР (1984), „Оскар“ и „Златен глобус“.

## Биография
Сергей Бондарчук е роден на 25 септември 1920 г. в село Белозьорка близо до Херсон, Украйна, като израства и учи в Таганрог и Ейск до 1938 г. Актьорската си кариера започва в Таганрогския драматичен театър, a през периода 1941 – 1942 г. по време на Великата Отечествена война служи в Червеноармейския театър в Грозни.
През 1948 г. Бондарчук завършва актьорския факултет на кинематографския институт в Москва с преподавател С. А. Герасимов. Постъпва в киностудия „Мосфилм“ и дебютира във филма „Млада гвардия“, като на снимачната площадка се запознава с бъдещата си съпруга Инна Макарова. През 1951 г. Бондарчук играе главната роля и във филма „Тарас Шевченко“, с което завоюва голям успех, включително е забелязан и награден от Сталин. На 32 години Сергей Бондарчук получава званието Народен артист на СССР.
През 1959 г. започва режисьорската кариера на Сергей Бондарчук с филма „Съдбата на човека“. През 1968 г. режисира монументалната продукция „Война и мир“, която става негов безспорен творчески връх, за който е признат за майстор на грандиозните батални сцени с многохилядна масовка. Бондарчук си печели рядкото право да снима отвъд желязната завеса – в Италия и Югославия. През този период започва преподавателската и ръководната кариера на Бондарчук, като е избран за секретар на Съюза на кинематографистите и за художествен ръководител на студия „Время“. През 1986 г., на върха на кариерата си, Сергей Бондарчук започва да губи авторитет и влияние след постоянни обвинения в официозен подход и непотизъм, като това проваля и плануваните снимки на нова копродукция.
Сергей Бондарчук умира на 20 октомври 1994 г. в Москва от инфаркта на миокарда и е погребан в Новодевическия гробищен парк. От 2004 г. във Волоколамск се провежда ежегоден фестивал на военно-патриотичните филми, посветен на паметта на Сергей Бондарчук.
Негови деца са актрисата и режисьор Наталия Бондарчук (от втория брак на Бондарчук с актрисата Инна Макарова), актьорът и режисьор Фьодор Бондарчук и актрисата Елена Бондарчук (от третия брак с актрисата Ирина Скобцева), както и математикът Алексей Бондарчук (от първия брак с Евгения Белоусова).

## Филмография
| Филм                           | Година на издаване | Продукция        | Награди                                               | Роля                     |
| „Млада гвардия“                | 1948               | СССР             |                                                       | Валко                    |
| „Мичурин“                      | 1948               | СССР             |                                                       | Уралец                   |
| „Кавалерът на Златната звезда“ | 1950               | СССР             |                                                       | Сергей Тутаринов         |
| „Тарас Шевченко“               | 1951               | СССР             |                                                       | Тарас Шевченко           |
| „Адмирал Ушаков“               | 1953               | СССР             |                                                       | Тихон Прокофиев          |
| „Кораби щурмуват бастиони“     | 1953               | СССР             |                                                       | Тихон Прокофиев          |
| „Не забравяйте“                | 1954               | СССР             |                                                       | Александър Гармаш        |
| „Незавършен разказ“            | 1954               | СССР             |                                                       | Юрий Ершов               |
| „Отело“                        | 1955               | СССР             |                                                       | Отело                    |
| „Скакалец“                     | 1955               | СССР             |                                                       | Осип Димов               |
| „Иван Франко“                  | 1956               | СССР             |                                                       | Иван Франко              |
| „Ходят войници“                | 1958               | СССР             |                                                       | Матвей Крилов            |
| „Съдбата на човека“            | 1959               | СССР             |                                                       | режисьор, Андрей Соколов |
| „Серьожа“                      | 1960               | СССР             |                                                       | Коростельов              |
| „Една нощ в Рим“               | 1960               | Италия           |                                                       | Фьодор Назуков           |
| „Война и мир“                  | 1968               | СССР             | Златен глобус                                         | режисьор, Пиер Безухов   |
| „Златните порти“               | 1969               | СССР             |                                                       |                          |
| „Битката при Неретва“          | 1969               | Югославия        |                                                       | Мартин                   |
| „Ватерлоо“                     | 1970               | СССР             |                                                       | режисьор                 |
| „Вуйчо Ваньо“                  | 1970               | СССР             |                                                       | Михаил Астров            |
| „Мълчанието на доктор Ивънс“   | 1973               | СССР             |                                                       | Мартин Ивънс             |
| „Високи планини“               | 1974               | СССР             |                                                       | Иван Степанов            |
| „Избор на цел“                 | 1975               | СССР             |                                                       | Игор Курчатов            |
| „Те се сражаваха за Родината“  | 1975               | СССР             | Государственная премия РСФСР имени братьев Васильевых | режисьор, Звягинцев      |
| „Зелени планински върхове“     | 1976               | СССР             |                                                       | Врхови Зеленгоре         |
| „Степ“                         | 1978               | СССР             |                                                       | режисьор, Емелян         |
| „Отец Сергий“                  | 1978               | СССР             |                                                       | Отец Сергий              |
| „Професия – киноактьор“        | 1979               | СССР             |                                                       | камео                    |
| „Овод“                         | 1980               | СССР             | Национальная премия Украины имени Тараса Шевченко     | кардинал Монтанели       |
| „Червените камбани“ I част     | 1982               | СССР             | Государственная премия СССР                           | режисьор                 |
| „Червените камбани“ II част    | 1983               | СССР             |                                                       | режисьор                 |
| „Семейство Карастоянови“       | 1983               | СССР, · България |                                                       |                          |
| „Борис Годунов“                | 1987               | СССР             |                                                       | режисьор, Борис Годунов  |
| „Случай на летището“           | 1988               | СССР             |                                                       | генерал Токаренко        |
| „Битката на тримата крале“     | 1990               | СССР             |                                                       | Селим                    |
| „Русия под угроза“             | 1992               | СССР             |                                                       | Морозов                  |
| „Тихия Дон“                    | 1992               | СССР             |                                                       | режисьор, Пьотр Краснов  |